# Сеидов, Магеррам Миразиз оглы
Магеррам Миразиз оглы Сеидов (азерб. Məhərrəm Mirəziz oğlu Seyidov; 7 сентября 1952, Алышар, Нахичеванская АССР — 19 января 1990, Кярки, Садаракский район) — азербайджанский советский офицер милиции, капитан, главный инспектор отдела безопасности при УВД Шарурского района Нахичеванской АССР, Национальный герой Азербайджана, участник столкновений в Садаракском районе в начале 1990 года.

## Биография
Сеидов родился 7 сентября 1952 года в селе Алышар Шарурского района Нахичеванской АССР. В 1969 году окончил сельскую среднюю школу имени Наримана Нариманова. После демобилизации из армии начал работать в органах внутренних дел города Херсон Украинской ССР. Был награждён медалью «За отличную службу по охране общественного порядка» на Олимпийских играх в Москве в 1980 году.
Позже окончил Специальную милицейскую школу (ныне Полицейская академия), работал старшим инспектором в отделе безопасности Шарурского управления внутренних дел. Был капитаном милиции.

### Гибель
В ходе начавшегося Карабахского конфликта, после того как армянские вооружённые формирования оккупировали село Кярки, 16 января 1990 года они начали продвижение в направлении нынешнего Садаракского района, входившего на тот момент в состав Шарурского района. Когда в УВД Шарурского района узнали об этом, то была направлена группа сотрудников милиции для защиты района, среди них был и Магеррам Сеидов. 19 января 1990 года он погиб при спасении командира Азера Сеидова в боях за Садарак.

## Семья
Был женат, имел четверых детей.

## Награды
Указом Президиума Верховного Совета СССР  награждён орденом Красной Звезды (посмертно).
Указом исполняющего обязанности президента Азербайджанской Республики Исы Гамбарова № 831 от 6 июня 1992 года капитану милиции Магерраму Миразиз оглы Сеидову за личное мужество и отвагу, проявленные во время защиты территориальной целостности Азербайджанской Республики и обеспечения безопасности мирного населения, было присвоено звание Национального Героя Азербайджана (посмертно).

## Память
Средняя школа № 2 города Шарур носит имя Магеррама Сеидова. Именем Сеидова названа улица в Шаруре, здесь же установлен бюст героя.